# Mano de Irulegui
La Mano de Irulegui es una pieza arqueológica hallada en 2021 en el yacimiento de un poblado de la Edad del Hierro del siglo I a. C. situado al pie de las ruinas del castillo de Irulegui, en Navarra (España). Se trata de una placa de bronce en forma de mano extendida en cuyo dorso figura una inscripción de cuatro líneas escrita en una lengua desconocida y no ha podido ser traducida. También se ignora si se trataba de un símbolo ritual o de lucha. 
El hallazgo se presentó al público en noviembre de 2022. La excavación del poblado, incendiado y destruido durante la guerra de Sertorio, había sido llevada a cabo por la Sociedad de Ciencias Aranzadi.

## Hallazgo

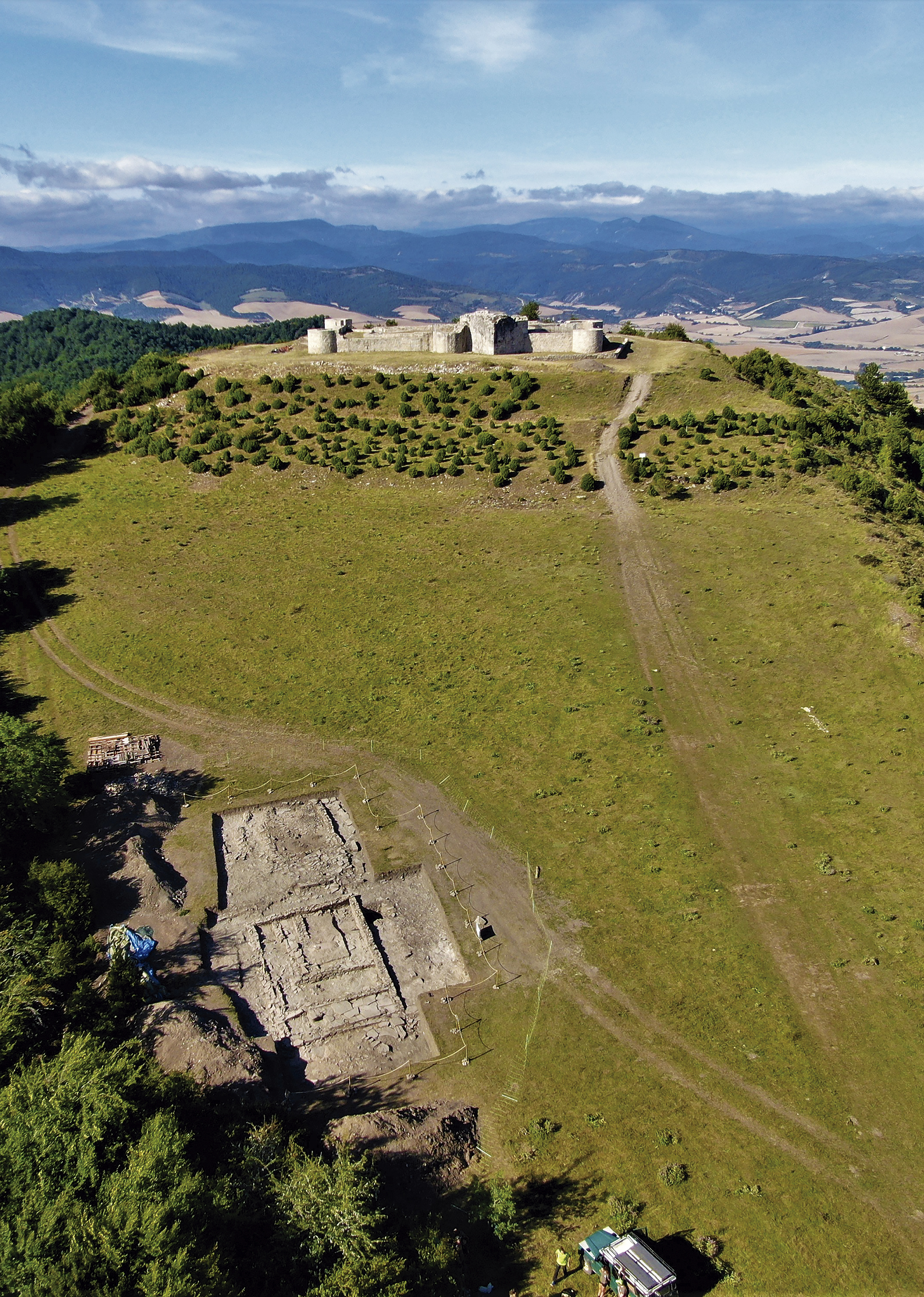
Yacimiento y castillo

En 2017, un equipo de la Sociedad de Ciencias Aranzadi dirigido por Mattin Aiestaran estaba realizando trabajos de recuperación del castillo de Irulegui, en la localidad navarra de Laquidáin, cuando al pie de las ruinas descubrió un antiguo poblado de la Edad del Hierro. Los investigadores establecieron que el asentamiento databa del primer cuarto del siglo I a. C. y que fue abandonado tras el incendio y destrucción sufridos durante la guerra de Sertorio. 
La vivienda, catalogada como «Edificio 6000», estaba construida sobre zócalo de piedra con alzado de adobe y vigas de madera. El 18 de junio de 2021, la arqueóloga Leire Malkorra descubrió la pieza en el vestíbulo de la casa. Se procedió a su depósito en el Departamento de Restauración del Gobierno de Navarra y el 18 de enero de 2022, en el proceso de limpieza y conservación, la restauradora Carmen Usúa halló una serie de rayas y puntos que, examinados con detalle, dieron como resultado la identificación de un texto en la pieza de bronce.
Cerca de la extremidad metálica, se hallaron también otros objetos, como monedas, piezas de cerámica campaniense, objetos etruscos, buriles y un estilete de hueso para escribir en tablillas de cera.
El 14 de noviembre de 2022, el Gobierno de Navarra comunicó oficialmente el hallazgo.

## Descripción de la pieza
La pieza arqueológica es una lámina de bronce con forma de mano derecha extendida. Mide 143,1 mm de altura, 127,9 mm de ancho y 1,09 mm de grosor, y pesa 35,9 g. Su pátina contiene un 53,19 % de estaño, un 40,87 % de cobre y un 2,16 % de plomo. Por el lado de la muñeca presenta una perforación de 6,51 mm de diámetro.
Lisa por el lado de la palma, su dorso detallaba las uñas, si bien las correspondientes a los tres dedos centrales se han perdido. En este lado contiene una inscripción de unos 40 signos distribuidos en cuatro líneas de caracteres paleohispánicos, un sistema de escritura anterior a la llegada de los romanos a la península ibérica. 
Para el grabado de los caracteres se utilizaron dos técnicas de escritura diferentes superpuestas, un procedimiento hasta ahora desconocido en la epigrafía antigua del mundo occidental: primero se trazaron líneas esgrafiadas con un instrumento punzante, posiblemente a modo de borrador, y después, sobre las líneas anteriores, se repasaron los signos mediante la técnica de punteado.Sorprendentemente, algunos signos cambian de una técnica de escritura a otra, lo que da lugar a dos lecturas diferentes. La transcripción de Gorrochategui y Velaza es:

### Texto esgrafiado

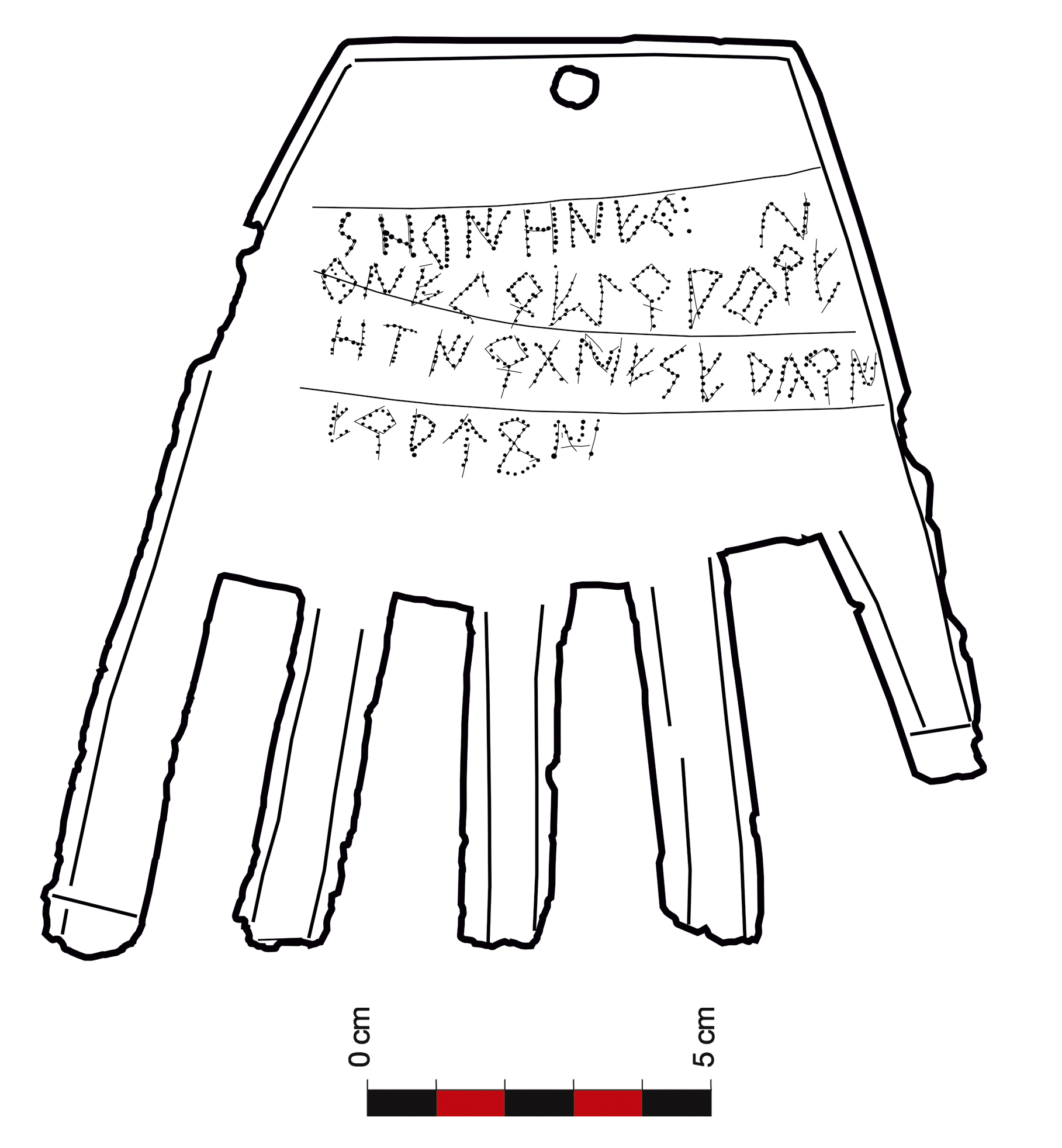
Calco

| Línea | Escritura paleohispánica                                            | Transcripción         |
| ----- | ------------------------------------------------------------------- | --------------------- |
| 1     | s102 · o3 · r1 · i102 · o1 · n102 · e1 · ke2 · n102                 | sorioneke             |
| 2     | ku1 · n102 · e1 · ke2 · e1 · ki1 · a202 · te1 · ŕ3 · e1             | kunekeřekiřateŕe//[n] |
| 3     | o1 · T1 · i102 · ta1 · n102 · e1 · s102 · e1 · a2 · ka1 · ŕ3 · i102 | oTiřtaneseakaŕi       |
| 4     | e1 · ŕ3 · a102 · u3 · ko1 · n102                                    | eŕaukon               |

### Texto puntillado
| Línea | Escritura paleohispánica                                                      | Transcripción          |
| ----- | ----------------------------------------------------------------------------- | ---------------------- |
| 1     | s102 · o3 · r1 · i102 · o1 · n102 · e1 · ku1 · p3 · n102                      | sorioneku ·            |
| 2     | ku301 · n102 · e1 · ke2 · be1 · e1 · ki1 · ŕ3 · a202 · te1 · ŕ3 · e1          | kunekebeekiŕateŕe//[n] |
| 3     | o1 · T1 · i102 · ŕ3 · ta1 · n102 · p5 · e1 · s102 · e1 · a2 · ka1 · ŕ3 · i102 | oTiŕtan · eseakaŕi     |
| 4     | e1 · ŕ3 · a102 · u3 · ko1 · n102 · p3                                         | eŕaukon ·              |

## Análisis de la inscripción
Dado que el poblado se ubicaba en un territorio que las fuentes clásicas atribuían a los vascones, inicialmente se creyó que se trataba de un texto en antiguo vascónico, basándose sobre todo en la transcripción de la palabra sorioneku del texto puntillado, que se relacionaba con el actual vasco zorioneko (‘dichoso, afortunado’ en español); sin embargo, una lectura más detallada sugiere el vocablo sorioneke, que no se puede relacionar con la evolución de zorion o zorioneko. Una nueva lectura de la inscripción da sorioneke, que no corresponde con lo que se conoce de la evolución interna del vasco para la palabra zorion o zorioneko del siglo I.
De hecho, el texto no ha podido ser traducido y se desconoce la lengua en la que se escribió, aunque muestra similitudes con el íbero y con el antiguo aquitano, también llamado lengua vascónica. Tampoco ha sido posible descifrarlo a través del vasco o el protovasco. Se puede transcribir a partir del sistema de la escritura ibérica nororiental. No obstante, el signo con forma de T latina, que aparece en la segunda posición de la tercera línea, no es un signo ibérico ni aparece en otras inscripciones ibéricas; únicamente se ha visto en monedas de dos cecas vasconas, que rezan: oTtikes y uTanbaate. Los signos del final de la segunda línea llegan hasta el final de línea, por lo que se entiende que la N que está encima, aislada al final de la primera línea, se escribió ahí porque al escriba se le había acabado el espacio en la segunda línea, pero en realidad continúa la palabra [...]teŕe[n].
En principio se interpretó como un epígrafe ritual que se solía colocar a la entrada de las viviendas para atraer la buena fortuna. Según otros especialistas, la pieza representa una mano cortada a modo de trofeo guerrero.